# 산후조리
산후조리(産後調理, postpartum care)는 산욕기에 출산 후 허약해진 몸의 기력을 회복하도록 보살피는 전통이다.

## 전통적인 산후조리
많은 전통적인 형태의 산후 감금이 전 세계에 존재한다. 중국인 쩌오웨쯔(그 달에 앉아 있는)와 유럽인 레이인이 그 예이다.

### 한국
한국의 산후조리의 경우 몸을 따뜻하게 해주는 활동과 음식, 휴식과 휴식을 통해 몸이 정상 상태로 돌아갈 수 있도록 하고 청결을 유지하며 영양이 풍부한 음식을 섭취하며 마음과 마음의 평화를 극대화하는 원리를 그린다. 휴식 기간은 삼칠일로 알려져 있다.
전통적으로, 여성들은 그들의 연장자들, 즉 그들의 어머니, 시어머니, 여동생, 또는 고모에 의해 보살핌을 받았다. 누워있는 병원들은 여성들에게 몇 주간의 휴식과 가사일의 휴식을 주는 제도적인 변화를 제공했다. 이러한 나이든 여성들은 점점 더 이 역할을 맡을 수 없거나 원하지 않는다. 한 자녀 정책의 여파를 고려할 때, 많은 나이든 중국 여성들은 오직 한 명만 낳아서 신생아에 대한 경험이 제한적이었다. 이 가족의 도움을 대체하는 것은 가정과 주거 센터 모두에서 상업적 서비스이다.

## 집
기관들은 새 부모의 집에 오는 전문 보호자들을 제공한다. 이 직업은 그녀가 와서 한 달 동안 가족과 함께 살았기 때문에 월간 간호사로 알려져 있었다. 이제 더 일반적인 용어는 임산부 간호사, 신생아 간호 전문가 또는 감금 보모이다. 근로자는 현재 영어에서 보통 "간호사"라는 단어가 암시하는 것처럼 등록된 의료 전문가가 아니다. 인도 영어에서 그 역할은 "자파 메이드"라고 불린다.
미국의 둘라는 출산 동반자로 가장 잘 알려져 있지만, 일부는 출산 후 실질적이고 감정적인 지원을 제공한다. 수유 컨설턴트와 건강 방문객은 훈련된 건강 전문가로, 이 시기에 새로운 산모를 도울 수 있다. 네덜란드에서는 가정 내 지원을 크람조르(kraamzorg)라고 하며, 국가 의료 보험 시스템 내에서 표준으로 사용된다.
캐나다에서 "산후 둘라"로 번역되는 전문 간호사인 우에사오의 사용은 중국에서도 매우 흔하다. 우에사오는 일반적으로 생후 1개월 동안 산모의 집에서 산모와 아기를 돌보는 거주 가정부이다. 2017년 기준 급여는 도시와 경력에 따라 월 8000위안에서 20000위안까지 다양하다. 그들은 "어머니를 모시는" 것으로 묘사된다. 오스트레일리아의 다큐멘터리 제작자인 에일라 캘런은 우에사오를 "중국 슈퍼맘"이라고 불렀지만, 속칭 "감금녀"라고 부른다.

## 주거시설
회사들은 때때로 호텔과 같은 환경에서 집 밖에서 확장된 산후조리를 제공하기 위해 생겨났다. 럭셔리 옵션은 비즈니스이다. 한국에서 산후조리원은 1997년 국내에 도입됐다. 중국 전통에 따르면, 적벽 감금 센터와 같은 전문 기업은 한 달에 최대 27,000 달러를 청구한다. 대만에서는 산후조리원이 경제적 여유가 있는 사람들에게 인기가 있다.
미국에서 중국 여성들을 위해 운영되는 출산 관광 센터들은 "이 달을 보고 있다"를 제공한다.

## 같이 보기
- 한국의 산후조리
- 삼칠일